# Іванов Андрій Юрійович
Іванов Андрій Юрійович (позивний «Прокурор»; нар. 12 грудня 1984, Запоріжжя, Україна) – український військовослужбовець, лейтенант Збройних сил України, командир військової частини в 17-му армійському корпусі, колишній командир батальйону безпілотних систем «Злі Сапсани» 30-ї окремої механізованої бригади імені князя Костянтина Острозького.

## Життєпис
У 2003 році закінчив Запорізький будівельний технікум зі спеціальності «Обслуговування та ремонт автомобілів і двигунів». Працював на ЗАТ «Запоріжкокс» техніком-механіком та водієм.
У 2003—2005 рр. проходив строкову службу в армії, спеціальність — старший водій пожежної обслуги в/ч А-1305.
З 2006 по 2014 рр. — приватний підприємець. Сфери діяльності — вантажні перевезення, торгівля деревиною, будівництво.
У 2012 році поступив у Харківську юридичну академію ім. Ярослава Мудрого на суддівсько-прокурорський факультет. Перервав навчання у зв’язку з початком Війни на сході України.
У 2014—2015 рр. служив у ЗСУ в складі 30 ОМБР. Брав участь у бойових діях за Дебальцеве.
З 2015 року повернувся до підприємництва.
У 2021 році закінчив Київський інститут бізнесу та технологій, отримав диплом магістра за спеціальністю «магістр економіки, головний економіст, менеджер з адміністративної діяльності, консультант з економічних питань».
Від початку повномасштабного вторгнення Росії в Україну 24 лютого 2022 року бере участь у бойових діях.
У 2024 році закінчив Інститут журналістики КНУ ім. Тараса Шевченка, отримав диплом магістра з відзнакою за спеціальністю «туристична журналістика».

### Участь у російсько-українській війні
У 2014 році добровільно мобілізувався до лав ЗСУ. Проходив службу на посаді командира відділення, командира бойової машини БМП-2.
Брав участь у боях за Дебальцеве. Там отримав важку травму, яка в подальшому призвела до встановлення групи інвалідності. Демобілізувався у вересні 2015 року.
24 лютого 2022 року добровільно мобілізувався до лав ЗСУ. Потрапив до 30-ї Новоград-Волинської бригади на посаду головного сержанта роти стрілецького батальйону. Згодом був переведений в розвідку командиром відділення. Воював на східному напрямку, зокрема в районі Миронівки, Курдюмівки, Азарянівки та брав участь у бойових діях на території Харківської області. 
У травні 2023 року був допущений до виконання обов’язків командира взводу ударних безпілотних авіаційних комплексів, а у вересні після проходження відповідних курсів призначений на посаду командира взводу.
У грудні того ж року зайняв посаду командира роти ударних безпілотних авіаційних комплексів, яка в квітні 2024-го була реформована ізбільшена до батальйону — він отримав назву «Злі сапсани».
У травні 2024 року призначений на посаду заступника командира батальйону безпілотних систем 30-ї Новоград-Волинської бригади, а вже у жовтні того ж року – на посаду командира батальйону.
В рамках батальйону були реалізовані кілька проєктів: радіоінженерна лабораторія, вибухова майстерня, а також проєкт індивідуального харчування бійців.
У грудні 2023 року отримав первинне офіцерське звання молодший лейтенант.
У грудні 2024 року отримав звання лейтенант.
Позивний «Прокурор» отримав у 2014 році через навчання на суддівсько-прокурорському факультеті Харківської юридичної академії, хоча жодного дня прокурором не працював.
 

## Громадська діяльність
У 2017 році очолив Спілку воїнів-учасників Антитерористичної операції Олевського району (Житомирська область).
В період з 2017 по 2019 роки був членом виконавчого комітету Олевської міської раді, радником міського голови Олевська.
 

## Нагороди та відзнаки
- Орден «За мужність» III ступеня;
- Орден «За мужність» II ступеня[9].

## Сім'я
Одружений вдруге. Донька від першого шлюбу, син від другого шлюбу.